# Bohusbanken

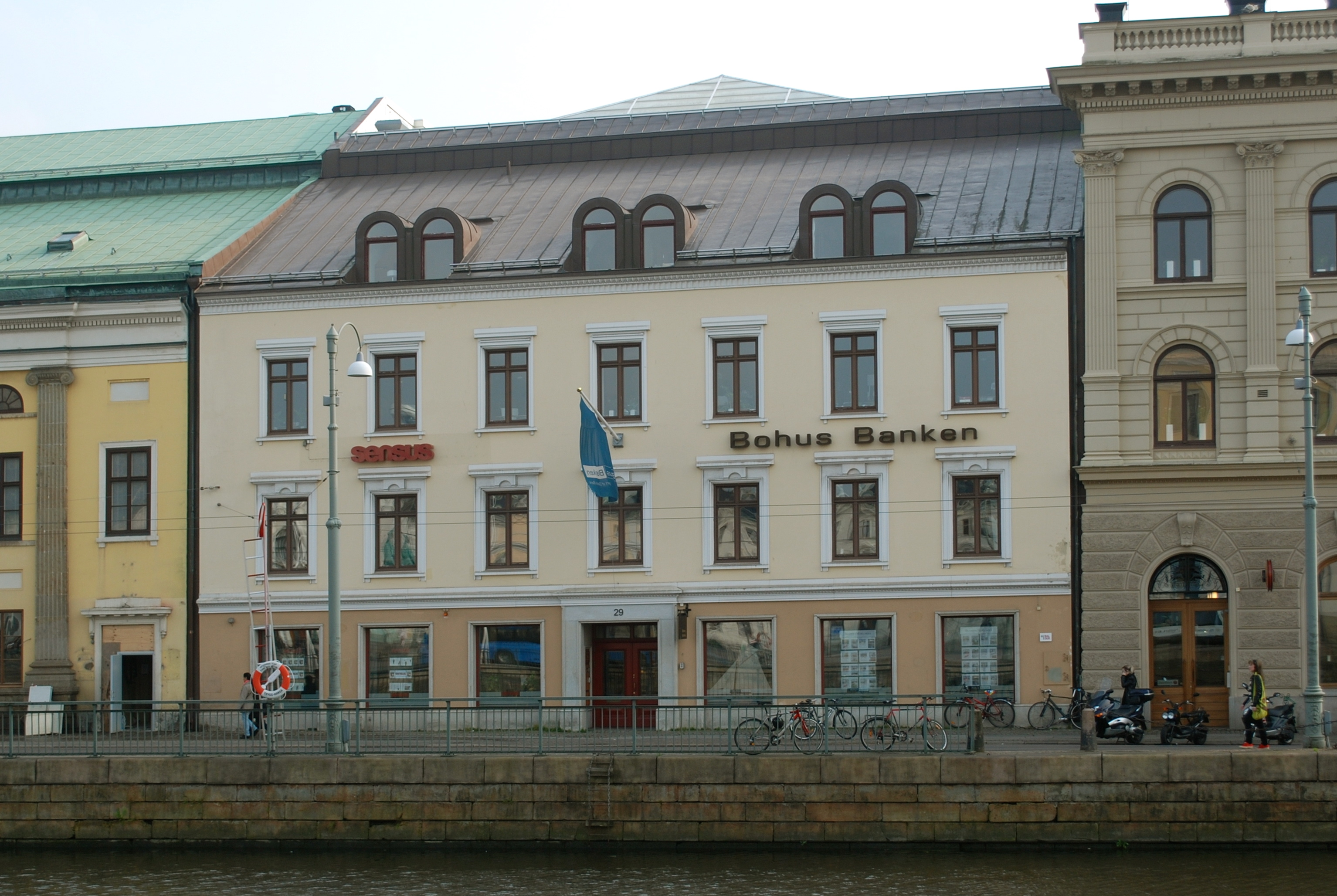
Danske Banks kontor under namnet Bohusbanken på Södra Hamngatan 29 i september 2010.

Bohusbanken var en av Sveriges minsta affärsbanker. Den grundades år 1919 och såldes år 1993 till försäkringsbolaget WASA, som bytte namn på den till WASA Banken. WASA gick i sin tur upp i Länsförsäkringar några år senare och 1998 bildas Länsförsäkringar WASA Bank. Bohusbanken riktade sig huvudsakligen till förmögna privatpersoner och medelstora företag.
År 1998 började Danske Bank i Sverige använda namnet Bohusbanken som varumärke för sina filialer i Göteborgsområdet. Under 2011 upphörde man att använda namnet Bohusbanken, då man bytte namn på alla svenska filialer till Danske Bank.

## Historia
Bohusbanken grundades i Göteborg 1919 och hade fram till 1989 endast ett kontor. Detta år öppnades ett kontor i Stockholm. Familjen Wallenberg kontrollerade under lång tid banken, både direkt och genom olika dotterbolag. Under 1980-talet övergick ägandet till familjen Ax:on Johnson. 1993 såldes Bohusbanken till WASA, som tre år senare gick upp i Länsförsäkringar. Det ursprungliga kontoret i Göteborg på Östra Hamngatan 32, samt kontoret i Stockholm var de enda kontoren som övertogs av Östgöta Enskilda Bank som ägdes av LE Lundbergföretagen. 1997 såldes Östgöta Enskilda Banks kontorsnät inklusive de bägge Bohuskontoren till Danske Bank Sverige.